# Vers-sur-Selle
Vers-sur-Selle è un comune francese di 717 abitanti situato nel dipartimento della Somme nella regione dell'Alta Francia.
Vers-sur-Selle confina con sette comuni: Saleux, Dury, Hébécourt (Somme), Plachy-Buyon, Bacouel-sur-Selle, Creuse e Clairy-Saulchoix.
Il comune di Vers-sur-Selle, insiste su una superficie di circa 1094 ettari, si trova nel cuore della valle della Selle, fiume di un po' meno di 40 km di lunghezza, che nasce Catheux, nell'Oise, e si getta nella Somme.

## Società

### Evoluzione demografica
Abitanti censiti